# Ekain Imaz
Ekain Imaz Agirre (Beasáin, 7 de diciembre de 2002) es un jugador español de rugby que se desempeña como tercera línea, juega en el Biarritz Olympique de la Rugby Pro D2 de Francia y es internacional absoluto con la Selección Española.

## Carrera
Originario de Beasain,  Ekain Imaz Agirre fichó por el Biarritz Olympique en 2019 y debutó con el primer equipo en abril de 2023. 
Su primera convocatoria fue en junio de 2022 y desde entonces ha sido convocado regularmente con la selección española.  
Durante el otoño de 2024, ampliará su contrato con el Biarritz Olympique. 